# Konispoli
Konispoli (albanska: Konispol med böjningsformen Konispoli) är en ort i sydligaste Albanien i  Vlorë prefektur vid gränsen till Grekland. Under andra världskriget blev Konispoli ett slagfält mellan tyska kollaboratörer och albanska motståndsmän.